# Réserve naturelle du massif du Monte Rotondo
La réserve naturelle du massif du Monte Rotondo (RNC317) est une réserve naturelle en Corse. Classée en 2017, elle occupe une surface de 3 135 hectares et protège le massif du Monte Rotondo ainsi que les hautes vallées de la Restonica et du Verghello (affluent du Vecchio).

## Localisation

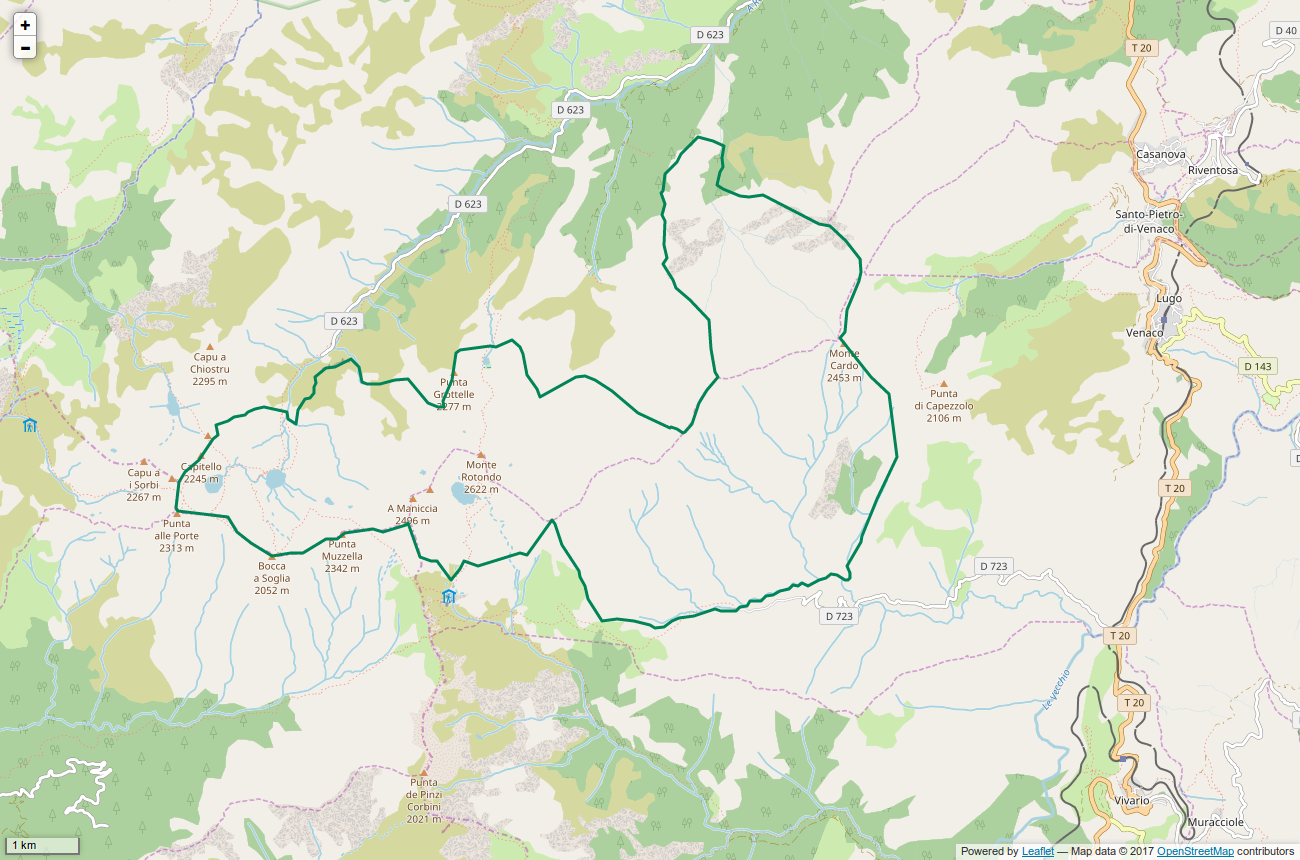
Périmètre de la réserve naturelle.

Le territoire de la réserve naturelle est dans le département de la Haute-Corse, sur les communes de Corte et Venaco. Il englobe une zone de 3 135 ha autour du sommet du Monte Rotondo (2 622 m), second sommet de la Corse et regroupe la majorité des lacs d'altitude de Corse (lacs de
l'Oriente, de Cavacciole, de Scapuccioli, de Rinoso, de Capitello et de Melo). Il correspond également à la partie haute des bassins versants de la Restonica et du Verghello.
La délimitation de la réserve naturelle correspond :
- au nord, aux crêtes de Petra Niella au Monte Cardu, jusqu’à Punta di Ciaccone ;
- à l'est, à la crête de Spoletto jusqu’au pont du Vachereccio ;
- au sud, au ruisseau du Verghellu ;
- à l'ouest, à la crête de Petra Niella.

## Écologie (biodiversité, intérêt écopaysager…)
Le site comprend 12 lacs de montagnes et renferme une grande partie de la faune et de la flore liées aux écosystèmes montagnards.

### Flore
La flore comprend des espèces remarquables comme le Myosotis de Corse (Myosotis corsicana), les gagées (Gagea soleirolii, Gagea fragifera, Gagea bohemica), la drave de Loiseleur (Draba loiseleurii) ou l’Euphraise naine (Euphrasia nana).

### Faune
La faune est caractérisée par un fort taux d'endémisme chez les amphibiens et les invertébrés benthiques ainsi que pour 4 espèces de vertébrés (Sittelle corse, Discoglosse, Euprocte corse et Salamandre de Corse). Le site abrite environ 17% de la population de Gypaète barbu corse.

## Intérêt touristique et pédagogique
La réserve naturelle est traversée par le GR 20 dans sa partie sud-ouest.

## Administration, plan de gestion, règlement

### Outils et statut juridique
La réserve naturelle a été créée par une délibération de l'Assemblée de Corse du 22 septembre 2017. Il s'agit de la première réserve naturelle créée par la Collectivité territoriale de Corse.